# ほっと@アジア
ほっと@アジアとは、NHK BS1で2011年4月1日から2013年3月29日まで放送された、アジアに特化した国際情報番組である。

## 概要
2010年度まで放送されたアジアクロスロードの体裁・機能を移行してスタートさせる。番組は大きくアジアの文化・生活情報にスポットを当てた前半と、アジアビジョン（アジア太平洋放送連合）加盟各局を中心としたアジア各地の放送機関が製作したニュースをその映像素材や要約で紹介したり、アジアの現状を詳しく解説する報道色の強い後半に分かれる。
2013年3月29日の放送分をもって夕方17時台の番組改訂が行われるため、この番組が終了となる。なお後半のニュースコーナーについては、平日17:30 - 17:50に「ワールドWaveアジア」として放送される（2012年度まで15:00 - 15:20枠で放送されたものを移設・統合）。解説コーナーは設けられない。

## 内容
前半
- Chack!アジカル（月曜から水曜）：アジア各地での流行トレンドや最新エンターテインメント情報を伝える。
- アジア発おもしろテレビ（木曜）：アジア各国の放送機関が製作した番組のダイジェスト版を紹介する。
- アジわいキッチン：アジア各地の伝承料理・家庭料理を紹介する。
- Hello@アジア：アジア各地と衛星中継やインターネット回線を使い、その国・地域のホットな情報をその地域在住者が生で伝える。

後半
- アジアニュース：アジア各地の放送機関が製作するニュース番組を基に、アジアの最新情報・ニュースを紹介（一部「ワールドWave アジア」15時台の再放送あり）する。
- ピックアップ@アジア（月曜から木曜）：アジア各国の抱える問題点をNHK解説員や専門家を迎え鋭く分析するニュース解説である。旧番組の「アジアを読む」に相当する企画である。

時間が余れば、ミニレポートと題したトピックスコーナーがある。
金曜日
金曜日は「ほっと@アジアフライデー」と銘打ち、アジアと深いかかわりを持つ日本人へのロングインタビューなどアジアにまつわる様々な話題を取り上げる特集コーナーが中心である。番組後半に「アジわいキッチン」「Hello@アジア」「アジアニュース」を送る。

## キャスター
- 吉井歌奈子 - 総合進行（全期間。前身の「アジアクロスロード」時代は原則隔週で担当したが、本番組は毎日出演）
- 小堺翔太 - 進行（2012年4月2日 - 2013年3月29日、月曜 - 火曜日に出演）
- 杉山ハリー - 進行（2012年4月4日 - 2013年3月29日、水曜 - 金曜日に出演）
- 小穴薫 - アジアニュース担当（2011年4月 - 2012年3月、隔週）
ワールドWaveアジアのキャスターは、引き続き担当する。
- 駒村多恵 - アジアニュース担当（2011年4月 - 2012年3月、隔週）
あさイチのサブキャスターを担当する。

2012年度の「アジアニュース」のパートは吉井らメインキャスター陣が担当した。